# Käte Lassen
Berta Katharina Lassen, dite Käte Lassen, née le 7 février 1880 à Flensbourg et décédée le 22 décembre 1956 à Flensbourg, est une peintre allemande.

## Biographie
Käte Lassen naît le 7 février 1880 à Flensbourg, d'un père orfèvre.
À l'âge de seize ans elle prend des cours de dessin à l'école des arts et métiers de Hambourg.
Puis Käte Lassen étudie de 1898 à 1902 à l'Académie des femmes de l'Association des femmes artistes de Munich auprès de Ludwig Schmid-Reutte, Maximilian Dasio et Angelo Jank. De 1902 à 1904, elle reçoit des cours particuliers de Hugo von Habermann. Elle a son propre atelier à Munich.
En 1904, elle revient à Flensbourg, où elle a un atelier jusqu'à la fin de sa vie. Elle achète également une maison à Vorupor, où elle se rend chaque printemps pour peindre.
En 1908, Käte Lassen prend des cours de dessin dans une école privée d'arts à Paris.
Le style de Käte Lassen est empreint des éléments du Jugendstil munichois, des influences scandinaves, particulièrement danoises et de l’expressionnisme, ainsi que des caractéristiques de la Nouvelle objectivité. Son travail sur le vitrail lui permet de déployer son langage figuratif, reposant sur l'aplat, l'abstraction et une ligne claire. Elle s'y confronte à des sujets existentiels et spirituels.

### Vitraux

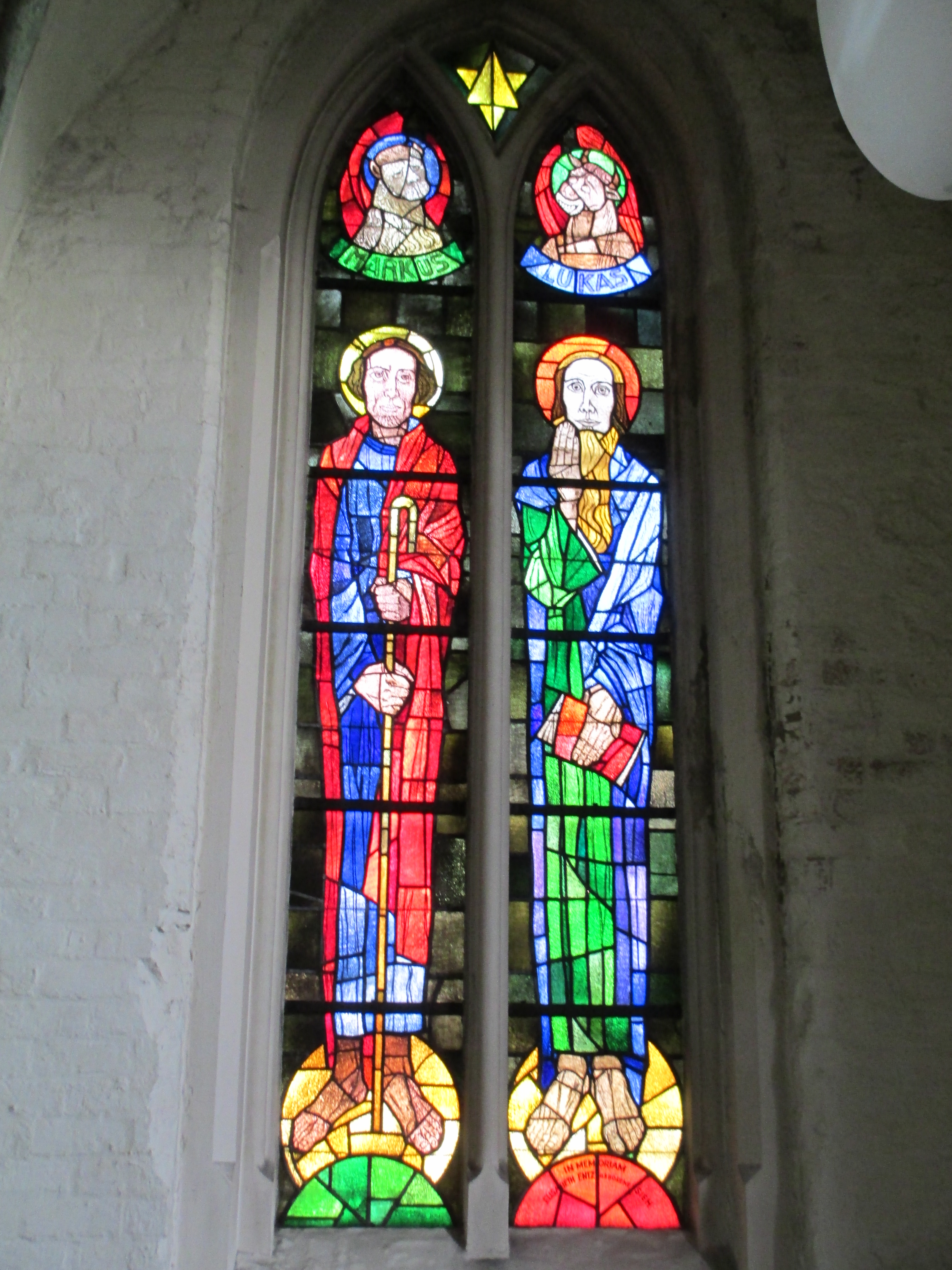
Käte Lassen : vitrail de l'église Marienkirche (Rendsburg)
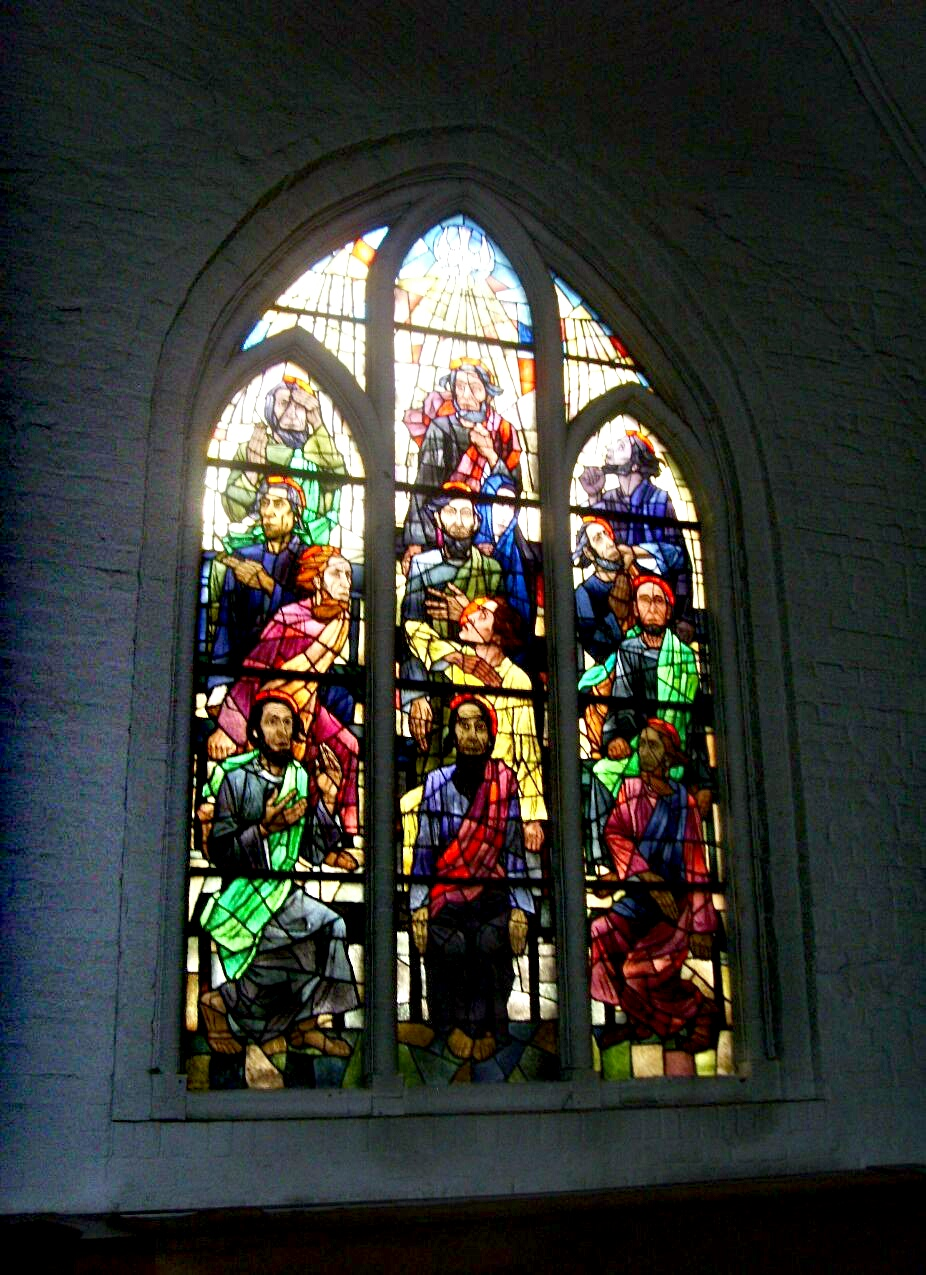
Käte Lassen : vitrail de l'église Marienkirche de Flensbourg
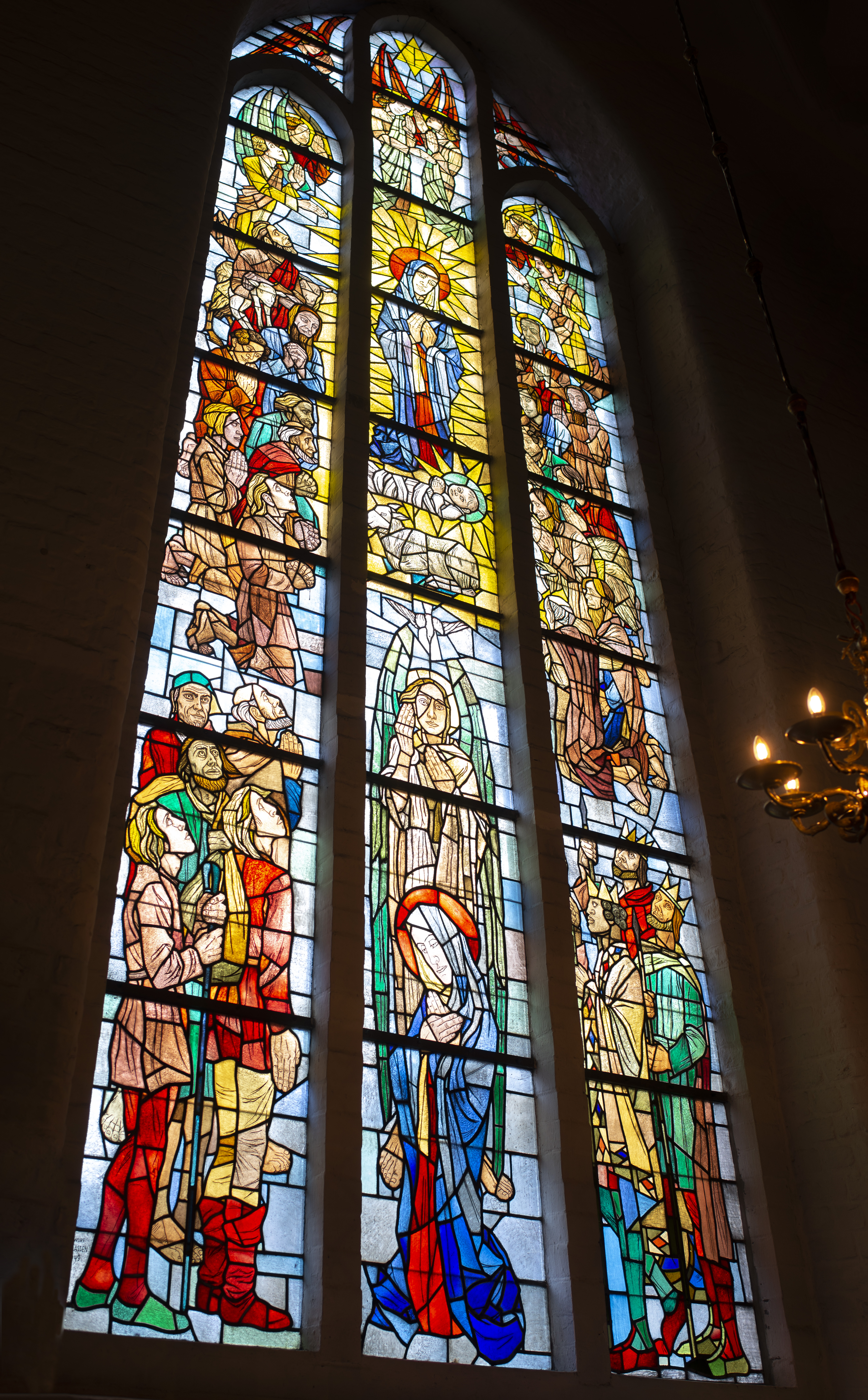
Käte Lassen : vitrail de l'église Marienkirche de Flensbourg
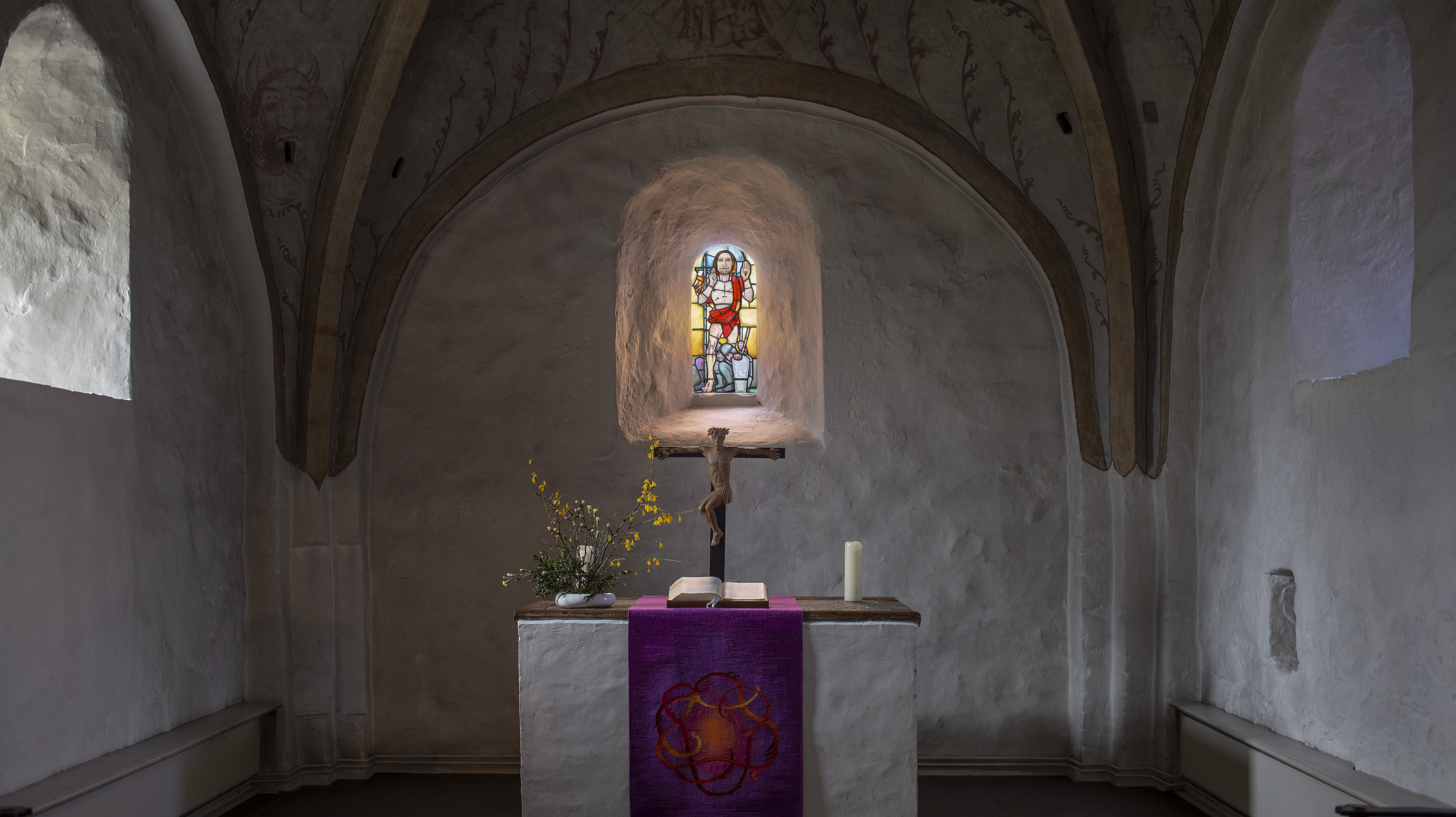
Käte Lassen : vitrail de l'autel de la St. Georg-Kirche à Oeversee

### Œuvres commandées pendant la période nationale-socialiste
En 1935, Käte Lassen créé un tableau pour le siège de la police de Flensbourg, dirigée alors par Konrad Fulda. Selon la biographe de la peintre Christina Mahn (2007), le tableau montre deux bergers allemands comme symboles de vigilance et de loyauté devant une zone circulaire, peut-être un symbole de communauté. L'œuvre est exposée au Museumsberg de Flensbourg depuis mai 2016. Le commanditaire, le chef de police Konrad Fulda (1878–1957), que Käte Lassen connaissait bien, a dû quitter ses fonctions prématurément lorsque la politique du régime s'est durcie en 1937. D’après les mémoires de Margarete Mitscherlich-Nielsen, qui vécut entre 1932 et 1937 chez la famille Fulda à Flensbourg, on avait le droit de lire des ouvrages « interdits » comme ceux de Freud et de Brecht – et de se moquer du régime nazi.

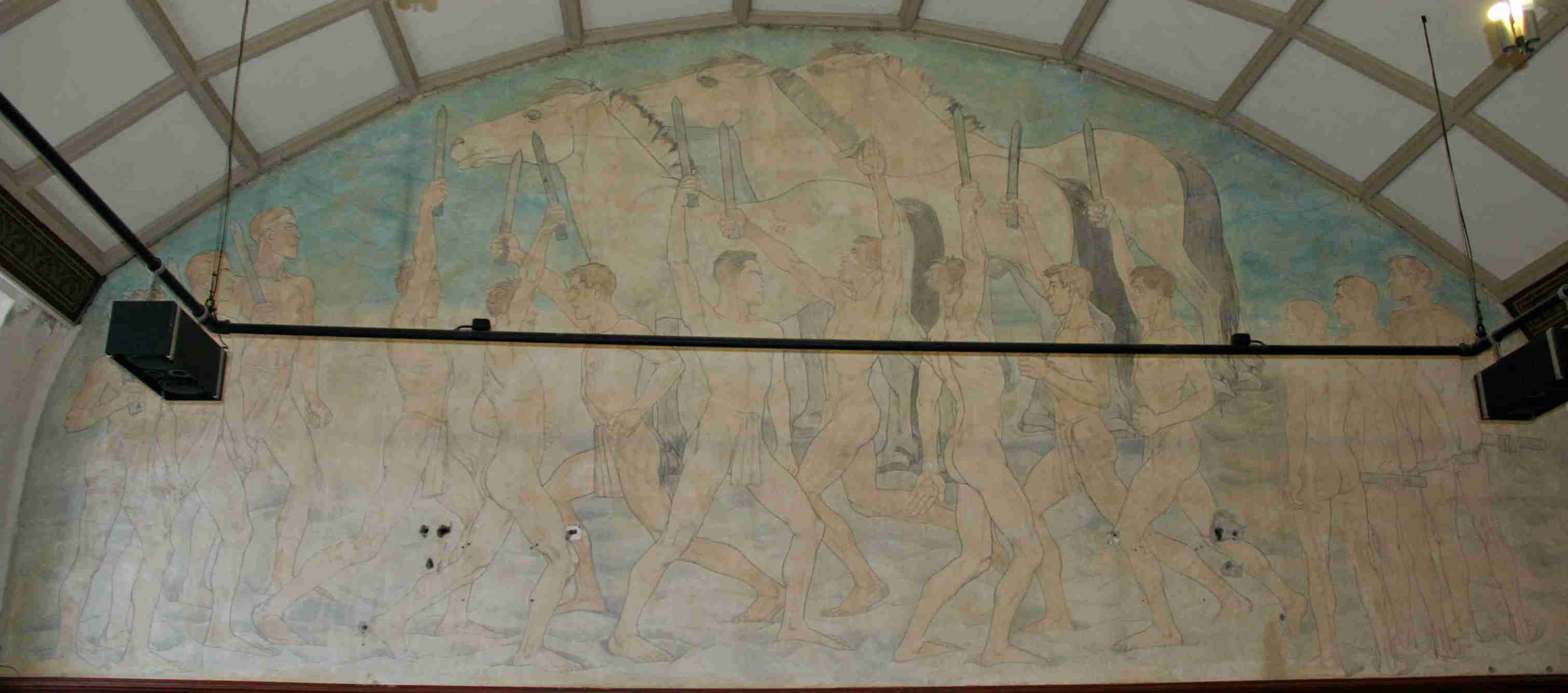
« Danse nordique de l'épée » à Eckernförde

En 1938-1939, Käte Lassen réalise une peinture murale pour décorer l'auditorium du lycée de garçons de Eckernförde (aujourd'hui l'école Pestalozzi). La fresque, intitulée « Nordische Schwertetanz» (« Danse nordique de l'épée »), montrant des jeunes gens vêtus seulement de pagnes, mesure environ 4,5 mètres sur 9 mètres. Le thème correspond à l’idéalisation nationale-socialiste des traditions germaniques. La commande est passée dès l'année 1935. Le coût final et le temps consacré à cette œuvre ont largement dépassé ce qui était prévu initialement. De la fresque de Käte Lassen ne sont conservés que les dessins préliminaires au crayon, après que la tapisserie et la peinture qui les ont recouverts aient finalement été retirées.
En 1940-1941, Käte Lassen peint un tableau d'Adolf Hitler pour la Banque de crédit de Flensbourg. Selon Christina Mahn, la tête est petite et l'uniforme jaune-brun du parti est représenté de manière trop massive. L'expression du visage semble tendue, la main droite forme un poing serré pendant vers le bas, tandis qu'avec sa main gauche Hitler semble froisser un morceau de papier. Cela laisse place à la spéculation quant à savoir s’il s’agit d’un document spécifique, peut-être le traité de Versailles ou le pacte de non-agression germano-danois de 1939, qui conduirait à une interprétation critique du régime. Le fond vide, compris comme vide sous-jacent, contribue à une impression globale ambivalente. Le tableau se trouve dans la collection du Museumsberg.

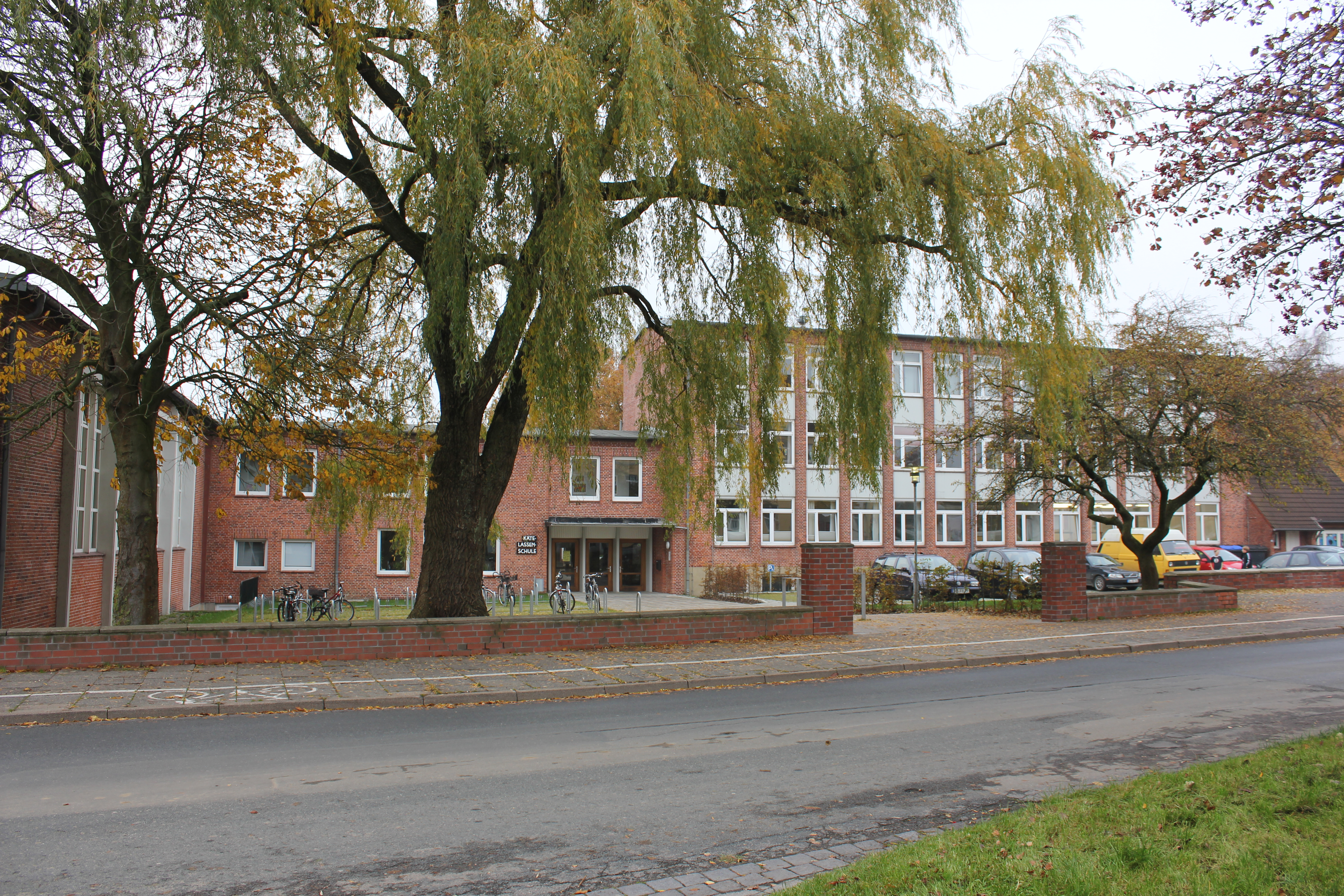
Le bâtiment scolaire de l'école Käte-Lassen à Flensbourg.

## Hommages

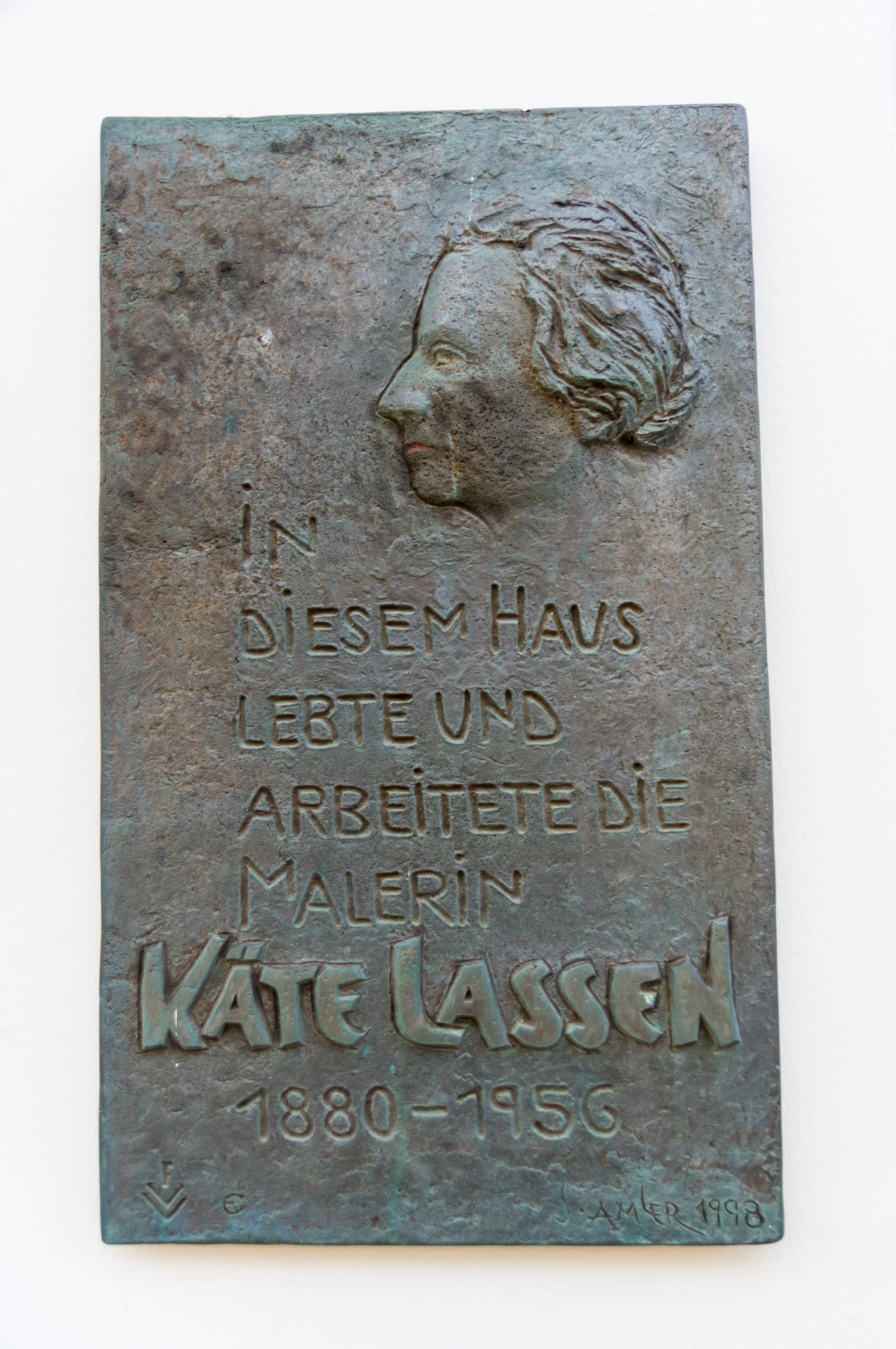
Plaque commémorative à la maison de Käte Lassen, Holm 49–51 à Flensbourg, conçue par Siegbert Amler.

L'école Käte-Lassen de Flensbourg, fondée en 1951, porte son nom. En 1958, la ville de Flensbourg a également donné son nom au chemin qui longe l'école, le Käte-Lassen-Weg.
Dans la maison en bois de Käte Lassen à Stenbjerg, au Danemark (Stenbjerg Kirkevej), le Museet for Thy og Vester Hanherred (depuis 2014 Museum Thy) et des amateurs d'art engagés ont installé une petite salle commémorative pour les artistes locaux. Les panneaux d'information rendent également hommage à d'autres artistes qui ont recherché l'isolement de la ville côtière : Jens Søndergaard, Peder Severin Krøyer et Marie Krøyer.

## Expositions
- Du 26 février au 23 avril 2017 – Käte Lassen – Malerin am Meer – Musée d’Eckernförde avec visite de la fresque « Nordische Schwertertanz »

## Publications à titre posthume
- Käte Lassen : Am Meeresrand im Dünensand, livre illustré pour enfants, éd. par Heinz et Christian Kuhlmann, Husum 2007,  (ISBN 978-3-86530-088-1)
- Käte Lassen : Je klittens sand ved havets rand, par le Musée de Thy, Vester Hanherred et Christina Kohla, Husum 2010,  (ISBN 978-3-86530-139-0)